# سد وادي الحيل

## موقع
يقع سد وادي الحيل في الفجيرة- الإمارات العربية المتحدة.
يبلغ طول سد وادي الحيل 15 كيلومتراً، وينبع من منطقة الحيل التي اكتسب اسمه منها، ويصب السد في وادي العمدية ووادي ميحة، كما تتفرع منه عدة أودية صغيرة

## أهمية
يعتبر السد مورد مائي لري المحاصيل الزراعية والمساعدة في زيادة مخزون المياه الجوفية والمحافظة على نوعيتها من خلال منع تسرب مياه البحر المالحة إليها.
كما لدى السد موقع جغرافي مميز وسط الجبال، ما جعله مقصداً للسياح
يمكن القيام بمختلف انشطة في سد وادي الحيل كالمشي وتسلق الجبال، التخييم في الجبال، إقامة حفلة شواء والاسترخاء وسط الطبيعة